# Громадная группа квазаров
Громадная группа квазаров (Huge-LQG, U1.27) — крупнейшая из известных больших групп квазаров, состоящая из 73 квазаров. При размере 4 млрд световых лет она является одной из крупнейших структур в наблюдаемой Вселенной.
Группа была открыта на основании данных Слоановского цифрового обзора неба в ноябре 2012 года группой учёных из университета Центрального Ланкашира под руководством Роджера Клоуза.
Громадная группа квазаров расположена в созвездии Льва. Она имеет размеры 1240×640×370 Мпк и массу 6,1⋅1018 солнечных масс.